# Haardmesbierg
Haardmesbierg är en kulle i Luxemburg. Den ligger i kommunen Clervaux, i den norra delen av landet, 54,5 kilometer norr om staden Luxemburg. Toppen på Haardmesbierg är 518 meter över havet.